# Pihasoittajat
I Pihasoittajat sono un gruppo musicale finlandese attivo dal 1969 e formato da Arja Karlsson, Harry Lindahl, Henrik Bergendahl, Kim Kuusi, Kyösti Pärssinen, Petri Hohenthal e Seppo Sillanpää, quest'ultimo successivamente sostituito da Tommi Bergendahl. Ne ha fatto parte anche Hannu Karlsson fino alla sua morte nel 2000.
Hanno rappresentato la Finlandia all'Eurovision Song Contest 1975 con il brano Old-Man Fiddle.

## Carriera
I Pihasoittajat hanno ottenuto fama internazionale nel 1975 con la loro partecipazione al programma di selezione del rappresentante finlandese all'Eurovision Song Contest. Dopo aver vinto con il loro inedito Old-Man Fiddle, hanno preso parte alla finale eurovisiva a Stoccolma, dove si sono piazzati al 7º posto su 19 partecipanti con 74 punti totalizzati.
Dopo il contest il gruppo si è sciolto, e non è tornato attivo fino al 1995. Hanno continuato a dare concerti fino alla morte del chitarrista Hannu Karlsson nel dicembre del 2000. Nel 2009 sono tornati nuovamente in attività senza il chitarrista Seppo Sillanpää, già impegnato in altre attività musicali, e pertanto sostituito da Tommi Bergendahl.

## Discografia

### Album
- 1972 – Rocky Road to Dublin – Kivinen tie Dubliniin
- 1973 – Hattukauppiaan aamu
- 1975 – Kontanen kotia

### Singoli
- 1975 – Old-Man Fiddle
- 1975 – Viulu-ukko/Läksin pilven piirtä